# Noemi
Veronica Scopelliti, znana kot Noemi, italijanska pevka, * 25. januar 1982, Rim, Italija.

## Diskografija

### Albumi
| Leto | Albumi                           | Najvišje mesto na lestvici | Najvišje mesto na lestvici | Certifikacije | Prodanih izvodov |
| Leto | Albumi                           | Italija                    | Evropa                     | Certifikacije | Prodanih izvodov |
| ---- | -------------------------------- | -------------------------- | -------------------------- | ------------- | ---------------- |
| 2009 | Sulla mia pelle                  | 3                          | 44                         | 2× platinasta | 140.000+         |
| 2010 | Sulla mia pelle (Deluxe Edition) | 3                          | 42                         | 2× platinasta | 140.000+         |
| 2011 | RossoNoemi                       | 6                          |                            | 2× platinasta | 120.000+         |

### Extended play
| Leto | Extended play | Najvišje mesto na lestvici | Najvišje mesto na lestvici | Certifikacije | Prodanih izvodov |
| Leto | Extended play | Italija                    | Evropa                     | Certifikacije | Prodanih izvodov |
| ---- | ------------- | -------------------------- | -------------------------- | ------------- | ---------------- |
| 2009 | Noemi         | 8                          | 97                         | zlata         | 50.000+          |

### Singli
| Leto | Singli                               | Najvišje mesto na lestvici | Najvišje mesto na lestvici | Certifikacije | Prodanih izvodov | Albumi/EP porekla                |
| Leto | Singli                               | Italija                    | Evropa                     | Certifikacije | Prodanih izvodov | Albumi/EP porekla                |
| ---- | ------------------------------------ | -------------------------- | -------------------------- | ------------- | ---------------- | -------------------------------- |
| 2009 | Briciole                             | 2                          | 51                         | zlata         | 15.000+          | Noemi                            |
| 2009 | L'amore si odia (z Fiorella Mannoia) | 1                          | 34                         | 2× platinasta | 60.000+          | Sulla mia pelle                  |
| 2010 | Per tutta la vita                    | 1                          | 42                         | platinasta    | 30.000+          | Sulla mia pelle (Deluxe Edition) |
| 2010 | Vertigini                            | -                          | -                          |               |                  | Sulla mia pelle (Deluxe Edition) |
| 2011 | Vuoto a perdere                      | 6                          | 47                         | platinasta    | 30.000+          | RossoNoemi                       |
| 2011 | Odio tutti i cantanti                | -                          | -                          |               |                  | RossoNoemi                       |
| 2011 | Poi inventi il modo                  |                            |                            |               |                  | RossoNoemi                       |

### Filmska glasba
- 2011 - Vuoto a perdere v film Femmine contro maschi z dne Fausto Brizzi

## Sanremo Festival
- 2010 - Per tutta la vita: finalist

## Nagrade

### 2009
- Zlata za extended play Noemi
- Wind Music Awards
- Zlata za singli Briciole

### 2010
- Platinasta za singli Per tutta la vita
- Wind Music Awards za albumi Sulla mia pelle
- Wind Music Awards za singli L'amore si odia (z Fiorella Mannoia)
- Wind Music Awards za singli Per tutta la vita

### 2011
- 2× platinasta za albumi Sulla mia pelle
- 2× platinasta za albumi RossoNoemi
- Wind Music Awards za albumi Sulla mia pelle
- Wind Music Awards za albumi RossoNoemi
- Nastro d'argento za singli Vuoto a perdere
- Platinasta za singli Vuoto a perdere
- Premio Lunezia za singli Vuoto a perdere
- 2× platinasta za singli L'amore si odia (z Fiorella Mannoia)

## Turneje
- 2009 - Noemi tour  Italija
- 2009/2010 - Sulla mia pelle tour I  Italija
- 2010 - Sulla mia pelle tour II  Italija  Slovenija
- 2011 - RossoNoemi tour  Italija